# Mario Guerrero
Mario Andrés Guerrero Vilches (Graneros, 19 de septiembre de 1981) es un músico, cantante y compositor chileno. Se hizo conocido nacionalmente en el programa de talentos Rojo, Fama contrafama, donde se consolidó como uno de sus integrantes más emblemáticos. Ha desarrollado una exitosa carrera musical teniendo éxito tanto en ventas como en rotación radial, posicionándose como uno de los artistas más destacados de la música romántica en Chile.

## Biografía
Mario Guerrero Vilches nació en la localidad de Graneros, en la Región de O'Higgins. Con un temprano talento y amor por la música, Mario Guerrero comenzó a componer alrededor de los diez años. En su adolescencia comenzó a participar en festivales y teniendo alguna aparición menor en televisión. En 2003, ingresa a participar en la segunda generación del programa de talentos de Televisión Nacional de Chile Rojo Fama Contrafama, donde poco a poco pudo llegar al público masivo con la calidez de su voz, ganándose rápidamente el afecto de la gente y convirtiéndose en uno de los favoritos del público. Logra llegar a la final de la generación, donde obtiene el primer lugar, gracias a una potente y recordada interpretación de Getsemani de la versión de Camilo Sesto de Jesuscristo Superstar.
Como premio por ganar su generación, obtuvo un contrato para grabar su primer disco Mario Guerrero (2003), que obtiene disco de oro y platino. En el mismo año, participó del Símbolo Rojo II, junto con los finalistas de su generación, obteniendo el segundo lugar perdiendo contra Maura Rivera, Por su condición de finalista, participa en el Gran Rojo, final del año entre las 3 primeras generaciones del programa, donde Guerrero, a pesar de sufrir inconvenientes como un fuerte accidente en un show en la Quinta Vergara en enero de 2004,  logra llegar a la final de esa competencia, obteniendo el quinto lugar y permaneciendo en el programa como parte del Clan Rojo. Fue integrante del programa hasta enero de 2008.
Desde su primer disco llamado Mario Guerrero (2003) hasta el más reciente La definición del amor (2014), ha alcanzado gran éxito de ventas, así como también una constante presencia en los primeros lugares de las más importantes radios románticas y una masiva asistencia a sus conciertos y giras a lo largo del país. 
En su trayectoria, que abarca seis álbumes de estudio, ha obtenido numerosos Discos de Oro, Platino y Doble Platino, confirmando la predilección del público por su capacidad de reflejar en sus letras y melodías los profundos y diversos matices del amor. Igualmente, se ha ganado el favor de la crítica especializada, que en 2004 lo destacó como Artista Revelación en los Premios APES (Asociación de Periodistas de Espectáculos, Arte y Cultura de Chile).
Junto con concentrarse en su carrera como solista, ha incursionado en la actuación con su participación en Rojo, la película (La música o nada)” – uno de los filmes chilenos más vistos en el país-. Asimismo, ha participado en montajes teatrales como “Jesucristo Superstar” y paralelamente, ha sido parte de causas benéficas y solidarias como la Teletón.  
El talento de Mario Guerrero ha cruzado fronteras y ya es reconocido internacionalmente por la fuerza de las emociones y la calidad de su interpretación. Para sus dos producciones más recientes viajó a México, Perú y Estados Unidos, donde trabajó estrechamente con grandes compositores como Enrique “Fato” Guzmán.. 
“Componer es algo que me apasiona, y el proceso resulta mágico e inesperado puesto que las melodías vienen a la cabeza, no obstante, hay una búsqueda constante por aprender de otros y de querer hacer siempre las cosas mejor”, comenta Guerrero.
En 2013, luego de firmar como compositor de Warner Chappell, e incorporarse en una de las compañías líderes de la industria musical, grabó en colaboración con el productor mexicano Stefano Vieni en los prestigiosos estudios Sonic Ranch (Texas) con canciones propias y de otros autores como Ettore Grenci, Luis Fonsi y Ángela Dávalos.
En 2014 presenta su sexto álbum La definición del amor, el cual nace de la idea del mismo Guerrero de "tener historias que cuenten las distintas formas que toma el amor en nuestra vida", desde la plenitud total en el enamoramiento, hasta el amor perdido o cobarde, e incluso el que se tiene por una hija. El material de 11 canciones grabadas en Sonic Ranch Texas, contó la producción del italo-mexicano Stefano Vieni, y la edición de sonido de Michael James.
Los otros sencillos de este disco son «A golpe de fe» y «Para mi ex», tema coescrito con Ángela Dávalos, destacada compositora mexicana que ha escrito canciones para Paty Cantú y Reik entre otros. En noviembre de 2014, Mario Guerrero recibe Disco de Oro por su trabajo La definición del amor.
Junto a David Versailles lanza, en enero de 2016, la canción urbana «Bendita locura» que ha sonado en teleseries como Pobre gallo, Preciosas y El camionero. 
Con su gira Terrenal, que comenzó en noviembre de 2015, recorrió varias ciudades de Chile con lleno total. También en el marco de sus presentaciones en vivo, fue el primer latinoamericano en cantar a más de 300 metros de altura, en Sky Costanera del Edificio Costanera Center. 
Fue en junio de 2016 cuando realizó el lanzamiento de «Fueron tus besos», primer sencillo de su próximo disco que se está produciendo en Miami bajo el alero de uno de los grandes compositores y productores de la música, Cris Zalles, que ha trabajado para grandes artistas como Luis Fonsi, Chayanne y Ricky Martín, entre otros. Esta canción logró posicionarse rápidamente en los primeros lugares de los ranking radiales y cuenta con más de un millón doscientas mil reproducciones en Spotify, además de contar con un video que se grabó en las ciudades de Miami y Santiago de Chile.
En este próximo disco, Guerrero trabaja con grandes autores como Álex Ubago y Ángela Dávalos, entre otros.
Durante los meses de octubre y noviembre de 2016, Guerrero realizó la Gira Fueron tus Besos, con la que visitó cinco ciudades importantes del país con gran éxito de venta de entradas. 
Sus constantes éxitos lo establecen como el mejor baladista del país, con más de 18 millones de vistas en canales de YouTube y miles de seguidores en redes sociales. 
En la actualidad, se encuentra grabando el videoclip de su primer feat urbano junto al reconocido cantante David Versailles y la destacada modelo española Galadriel Caldirola.

## Discografía
Fuente:

### Álbumes de estudio
- 2003: Mario Guerrero
- 2005: Te llevo en el alma
- 2008: Huellas de un ayer
- 2010: Te amaré
- 2012: Del amor
- 2014: La definición del amor
- 2020: Navidades

### Sencillos
| Año                 | Canción                                          | Máxima posición     | Álbum                                |
| Año                 | Canción                                          | CHI                 | Álbum                                |
| Sencillos oficiales | Sencillos oficiales                              | Sencillos oficiales | Sencillos oficiales                  |
| ------------------- | ------------------------------------------------ | ------------------- | ------------------------------------ |
| 2003                | "Si no estás"                                    | 61                  | Mario Guerrero                       |
| 2003                | "Dime que sí, dime que no"                       | 12                  | Mario Guerrero                       |
| 2004                | "Me gustas"                                      | 3                   | Mario Guerrero                       |
| 2004                | "Cuando se apaga la luz"                         | 14                  | Mario Guerrero                       |
| 2005                | "Siento"                                         | 25                  | Te llevo en el alma                  |
| 2005                | "Celos"                                          | 2                   | Te llevo en el alma                  |
| 2006                | "Sueños, solo sueños"                            | -                   | Te llevo en el alma                  |
| 2006                | "Te llevo en el alma"                            | 42                  | Te llevo en el alma                  |
| 2006                | "Sueño con tus besos" (con Monserrat Bustamante) | -                   | Rojo (película)                      |
| 2007                | "Amanecí otra vez"                               | -                   | Corazón de María                     |
| 2008                | "La malagueña"                                   | 78                  | Huellas de un ayer                   |
| 2008                | "Piel de ángel"                                  | -                   | Huellas de un ayer                   |
| 2009                | "Todo vuelve a ti"                               | 7                   | Te amaré                             |
| 2010                | "Un nuevo sol"                                   | 32                  | Te amaré                             |
| 2010                | "Te amaré"                                       | 12                  | Te amaré                             |
| 2011                | "Querer continuar"                               | 56                  | Te amaré                             |
| 2012                | "Mi credo"                                       | 20                  | Del amor                             |
| 2012                | "Es imposible"                                   | 14                  | Del amor                             |
| 2012                | "He vuelto a respirar"                           | 10                  | Del amor                             |
| 2013                | "A golpe de fe"                                  | 12                  | La definición del amor               |
| 2014                | "Porque miento"                                  | 8                   | La definición del amor               |
| 2015                | "Para mi ex"                                     | 5                   | La definición del amor               |
| 2016                | "Bendita locura"                                 | 15                  | Mario Guerrero feat David Versailles |
| 2016                | "Fueron tus besos"                               | 10                  | Disco en proceso                     |
| 2020                | "Corazones Rotos"                                | -                   | Mario Guerrero feat Fanny Lu         |